# Я з неба зійшов (книга Бранстера)
«Я з неба зійшов» (Підзаголовок: це неймовірні історії, які розповідають у четвер увечері в «Таверні до Мюденської Галлії» серед космічних ветеранів) (нім. Vom Himmel hoch) — збірка науково-фантастичних оповідань німецького письменника Ґерхардта Бранстера. Вийшов 1974 року у видавництві Das Neue Berlin з ілюстраціями Горста Барча. У виданні 1982 року та «новому переробленому виданні» 2005 року (Trafo Verlag) названий «Я з неба зійшов. Утопічна брехня».

## Сюжет
На забутій космічній станції, яка використовується як будинок для «космічних ветеранів», четверо чоловіків похилого віку зустрічаються щочетверга в готелі «Таверні до Мюденської Галлії», щоб розповісти один одному історії за кількома пляшками червоного вина. Оскільки реальні історії в якийсь момент набридають, вони вирішують розповідати виключно вигадані історії. Сюжет триває протягом трьох вечорів, у кожному з яких розповідається по чотири історії — по одній від:
- мікробіолога Вірцинга, якого називають «небесним садівником»,
- кухара Строганова, якого називають «кімнатний кухар»,
- астрофізик Крафтщик, якого називають «Шверенотер»,
- робот-інженер Фонтанеллі, якого називають «механічний лікар».

Між оповіданнями четверо джентльменів обговорюють (не)можливість або (не)ймовірність подій, які розповідаються. «Сервісна машина», своєрідний робот-офіціант, відіграє другорядну роль і через дефект розмовляє дитячим голосом.
Історії та їхні оповідачі:
Перший вечір:
- Вірцинг. Порятунок від смертельної небезпеки
- Строганов. Сонце на буксирі
- Фонтанеллі. Дурень в дитячому будинку
- Крафтчик. Зустріч зі справжньою помилкою.

Другий вечір:
- Строганов. Залізний маленький щит
- Крафтчик. Друг стартував у космосі
- Вірцинг. Пошта комети
- Фонтанеллі. Підірваний аварійник.

Третій вечір:
- Фонтанеллі. Закоханий робот
- Строганов. Втікаючий вічний двигун
- Вірцинг. Королівська гра
- Крафтчик. Високо з небес